# Chaureopa roscoei
Chaureopa roscoei är en snäckart som beskrevs av Frank Climo 1985. Chaureopa roscoei ingår i släktet Chaureopa och familjen Charopidae. Inga underarter finns listade i Catalogue of Life.